# 야규 무네노리

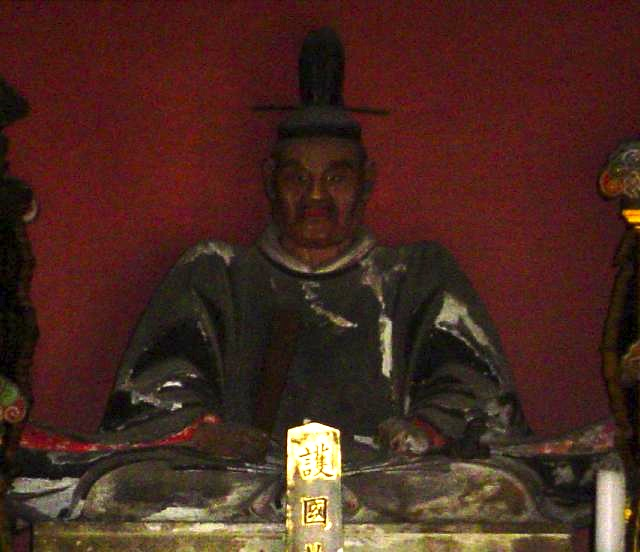
야규 무네노리

야규 무네노리(일본어: 柳生宗矩, 1571년 ~ 1646년 5월 11일)는 아즈치모모야마 시대부터 에도 시대 전기까지의 무장, 다이묘, 검술가이다. 에도 막부에선 도쿠가와 장군가의 병법지도역을 맡았다. 야마토 야규 번 초대 번주를 지냈다. 장군가의 비호 아래 야규 신음류의 지위를 확립하였다.
|  | 제1대 야규 번 번주 1636년 ~ 1646년 | 후임 야규 미쓰요시 |